# Robert Rochell
Robert Rochell (Shreveport, Luisiana, 26 de abril de 1998) es un jugador profesional estadounidense de fútbol americano que se desempeña en la posición de cornerback en Green Bay Packers, equipo de la National Football League (NFL).

## Carrera
Fue seleccionado en la cuarta ronda en la Reunión Anual de Selección de Jugadores de la NFL de 2021. Hizo su debut profesional con el equipo Los Angeles Rams, en el cual jugó tres temporadas (2021-2023), luego pasó a Green Bay Packers, donde lleva jugando una temporada.